# Långtjärnen (Rättviks socken, Dalarna, 676964-148042)
Långtjärnen är en sjö i Rättviks kommun i Dalarna och ingår i Dalälvens huvudavrinningsområde.